# Каменка (Тутаевский район)
В Ярославской области есть ещё населённые пункты с таким названием, один в Ярославском и три в Пошехонском районе.
Каменка — деревня Николо-Эдомского сельского округа Артемьевского сельского поселения Тутаевского района Ярославской области .
Каменка стоит на правом, южном берегу реки Малая Эдома, в её нижнем течении перед впадением в реку Эдома. К северу и несколько выше по течению на противоположном берегу стоит деревня Столбищи, наиболее крупная деревня в окрестностях с развитой инфраструктурой. Устье реки Малая Эдома находится на расстоянии около 1 км к востоку от Каменки. Карта показывает вблизи устья, на левом берегу Эдомы и к юго-востоку от Каменки деревню Голенинское, ликвидированную в 1996 году, однако этот адрес ещё обслуживается почтой. В окрестностя Каменки, на север и юго-восток по берегам Эдомы и её притоков много населённых пунктов, а в юго-западном направлении обширный лесной массив .
Деревня указана на плане Генерального межевания Борисоглебского уезда 1792 года. В 1825 Борисоглебский уезд был объединён с Романовским уездом. По сведениям 1859 года деревня относилась к Романово-Борисоглебскому уезду .
На 1 января 2007 года в деревне Каменка не числилось постоянных жителей . По карте 1975 г. в деревне жило 38 человек. Почтовое отделение, находящееся в городе Тутаев, обслуживает в деревне Каменка 15 домов .